# Tegbesu
Tegbesu war der sechste König von Dahomey. Er folgte auf Agadja und herrschte von 1732 bis 1774.
Tegbesus Herrschaft war charakterisiert durch interne Intrigen und eine verfehlte Außenpolitik. Er tötete viele Verschwörer und politische Gegner, verweigerte die Tributzahlungen an die Yorubas, und verlor viele Schlachten in den folgenden Strafexpeditionen. Sein Hauptsymbol war ein Büffel der eine Tunika trug. Seine anderen Symbole waren die Donnerbüchse, eine Waffe, die er seinen Kriegern gab – erstmals hatte die königliche Armee Zugriff auf Feuerwaffen – und eine Tür mit drei nasenlosen Köpfen in Erinnerung an seinen Sieg über aufständische Untertanen, die Zou, deren Körper er verstümmelte.
| Vorgänger | Amt                         | Nachfolger |
| --------- | --------------------------- | ---------- |
| Agadja    | König von Dahomey 1732–1774 | Kpengla    |

| Personendaten    | Personendaten     |
| ---------------- | ----------------- |
| NAME             | Tegbesu           |
| KURZBESCHREIBUNG | König von Dahomey |
| GEBURTSDATUM     | vor 1732          |
| STERBEDATUM      | nach 1774         |